# Бойл, Лара Флинн
Ла́ра Флинн Бойл (англ. Lara Flynn Boyle; род. 24 марта 1970, Давенпорт, штат Айова, США) — американская актриса. Наиболее известна по роли Донны Хейворд в культовом телесериале «Твин Пикс» (1990–1991). После роли Стейси в комедии Пенелопы Сфирис «Мир Уэйна» (1992) Бойл сыграла главную роль в получившем признание критиков фильме Джона Даля «На запад от красной скалы» (1993), за которым последовали роли в фильмах «Трое» (1994), «Кафе-общество» (1995) и «Счастье».  С 1997 по 2003 год Бойл играла роль помощника окружного прокурора Хелен Гэмбл в телесериале ABC «Практика», за которую она была номинирована на премию «Эмми» за лучшую женскую роль второго плана в драматическом сериале.

## Биография

### Ранние годы
Бойл родилась в Давенпорте, штат Айова, в семье Салли Флинн, канцелярского работника, помощника и менеджера, и Майкла Л. Бойла. Её дед по отцовской линии, Чарльз А. Бойл, был членом Палаты представителей США. У нее ирландские, немецкие и итальянские корни. Она названа в честь персонажа романа Бориса Пастернака «Доктор Живаго». Её отец ушел, когда ей было шесть лет, в результате чего она и ее мать переехали в меньшую квартиру. Примерно в это же время у нее диагностировали дислексию. Она росла в Чикаго, Иллинойсе и Висконсине и окончила Чикагскую академию искусств.

### Карьера
Первым появлением Лары Флинн Бойл на экране стала небольшая роль в фильме «Ferris Bueller’s Day Off» (1986), после которого она стала членом Актёрской гильдии, хотя сцена с её участием не вошла в окончательный вариант фильма. В дальнейшем она участвовала в фильмах «Америка» (1987), «Полтергейст 3» (1988) и «Общество мёртвых поэтов» (1989), прежде чем получила свою первую главную роль, которая сделала её знаменитой — роль подруги убитой Лоры Палмер по имени Донна Хейворд в культовом сериале «Твин Пикс».
По окончании сериала в 1991 году его создатель, режиссёр Дэвид Линч, выпустил полнометражный фильм «Твин Пикс: Огонь, иди со мной», но Бойл отказалась участвовать в съёмках, в основном из-за возросшей популярности и большого количества новых предложений. В этом фильме роль Донны играет Мойра Келли.
В начале 1990-х Бойл старалась сделать себе имя, снимаясь в фильмах разной степени успешности.
Наконец, в 1997 году Бойл проходит прослушивание на главную роль в сериале «Элли Макбил». И хотя главную роль получила Калиста Флокхарт, Бойл настолько впечатлила создателя сериалов Дэвида Келлей, что он специально для неё создал роль помощника окружного прокурора Хелен Гембел в другом сериале его производства — «Практика» (1997). Бойл участвовала в этом сериале вплоть до 2003 года, когда при неудачной попытке реорганизовать бюджет съёмок была уволена, как и большинство актёров основного состава. За роль Хелен она получила номинацию на премию «Эмми».
В 2002 году Бойл играет одну из главных ролей в блокбастере «Люди в чёрном 2». В 2005 году она присоединилась к сериалу «Лас-Вегас» в роли Моники, новой хозяйки отеля.
Начиная с середины 2000-х годов, карьера Бойл пошла на спад и она, в основном, снималась в низкобюджетных фильмах. Чаще она появлялась в прессе из-за своей меняющейся, вследствие пластической хирургии, внешности, из-за чего лицо актрисы стало почти неузнаваемым.

## Фильмография
| Год       |     | Русское название                                | Оригинальное название                   | Роль                       |
| --------- | --- | ----------------------------------------------- | --------------------------------------- | -------------------------- |
| 1987      | с   | Джек и Майк                                     | Jack and Mike                           | Лесли                      |
| 1987      | с   | Америка                                         | Amerika                                 | Джекки Бредфорд            |
| 1987      | с   |                                                 | Sable                                   | Мелани Уотерстон           |
| 1988      | ф   | Полтергейст 3                                   | Poltergeist III                         | Донна Гарднер              |
| 1989      | тф  | Ужас на шоссе 91                                | Terror on Highway 91                    | Лаура Таггарт              |
| 1989      | ф   | Как я попал в колледж                           | How I Got Into College                  | Джессика Кайло             |
| 1989      | ф   | Общество мёртвых поэтов                         | Dead Poets Society                      | Джинни Дэнберри            |
| 1989      | тф  | Убийство выпускницы                             | The Preppie Murder                      | Дженнифер Левин            |
| 1990      | тф  |                                                 | May Wine                                | Кэмми                      |
| 1990      | ф   | Новичок                                         | The Rookie                              | Сара                       |
| 1991      | ф   | Назад в темноту                                 | The Dark Backward                       | Розарита                   |
| 1990—1991 | с   | Твин Пикс                                       | Twin Peaks                              | Донна Хейворд              |
| 1991      | ф   | Гангстеры                                       | Mobsters                                | Мара Мотс                  |
| 1991      | с   | Скрытая комната                                 | The Hidden Room                         | Николь                     |
| 1991      | ф   | Глаз шторма                                     | Eye of the Storm                        | Сандра Гладстоун           |
| 1991      | ф   | Плыви по течению                                | Where the Day Takes You                 | Хезер                      |
| 1992      | ф   | Мир Уэйна                                       | Wayne's World                           | Стейси                     |
| 1992      | ф   | Равноденствие                                   | Equinox                                 | Беверли Фрэнкс             |
| 1993      | ф   | Временная секретарша                            | The Temp                                | Крис Болин                 |
| 1993      | ф   | На запад от красной скалы                       | Red Rock West                           | Сьюзанн Браун              |
| 1994      | ф   | Трое                                            | Threesome                               | Алекс                      |
| 1994      | тф  | Прошедшее время                                 | Past Tense                              | Тори Басс / Сабрина Джеймс |
| 1994      | ф   | Младенец на прогулке, или Ползком от гангстеров | Baby's Day Out                          | Ларейн Котуэлл             |
| 1994      | ф   | Дорога на Веллвилл                              | The Road to Wellville                   | Ида Мантц                  |
| 1994      | тф  | Иаков                                           | Jacob                                   | Рахиль                     |
| 1995      | ф   | Клубное общество                                | Cafe Society                            | Пэт Уорд                   |
| 1995      | с   |                                                 | Legend                                  | Тереза Данливи             |
| 1996      | ф   | Тело женщины                                    | The Big Squeeze                         | Таня Малхилл               |
| 1997      | ф   | Красное мясо                                    | Red Meat                                | Рут                        |
| 1997      | ф   | Фармер и Чейз                                   | Farmer & Chase                          | Хиллари                    |
| 1997      | ф   | На закате                                       | Afterglow                               | Марианна Байрон            |
| 1998      | тф  | Где тебя носило?                                | Since You've Been Gone                  | Грейс Уильямс              |
| 1998      | ф   | Счастье                                         | Happiness                               | Хелен Джордан              |
| 1998      | ф   | Коварный план Сюзан                             | Susan's Plan                            | Бетти Джонсон              |
| 2000      | ф   | Недотёпы                                        | Chain of Fools                          | Карен                      |
| 2001      | ф   | Поговорим о сексе                               | Speaking of Sex                         | доктор Эмили Пейдж         |
| 1998—2002 | с   | Элли Макбил                                     | Ally McBeal                             | Хелен Гамбл / Талли Капп   |
| 2002      | ф   | Люди в чёрном 2                                 | Men in Black II                         | Серлина                    |
| 1997—2003 | с   | Практика                                        | The Practice                            | Хелен Гамбл                |
| 2005      | тф  |                                                 | Crazy                                   | Софи                       |
| 2004—2005 | с   | Доктор Хафф                                     | Huff                                    | Мелоди Коатар              |
| 2005—2006 | с   | Лас-Вегас                                       | Las Vegas                               | Моника Манкузо             |
| 2006      | ф   | Страна слепых                                   | Land of the Blind                       | первая леди                |
| 2006      | кор |                                                 | Fwiends.com                             | девушка-яппи               |
| 2006      | тф  | Дом по соседству                                | The House Next Door                     | полковник Кеннеди          |
| 2006      | тф  | Оттенки чёрного: История Конрада Блэка          | Shades of Black: The Conrad Black Story | Барбара Амьель             |
| 2007      | с   | Ненасытный                                      | Insatiable                              |                            |
| 2007      | ф   | Есть мечты — будут и путешествия!               | A West Texas Children's Story           | мать Бена                  |
| 2008      | с   | Закон и порядок                                 | Law & Order                             | Доун Талли                 |
| 2009      | ф   | Внезапно беременна                              | Baby on Board                           | Мэри Редклифф              |
| 2009      | ф   | Весёлая жизнь в Крэктауне                       | Life Is Hot in Cracktown                | Бетти Макбейн              |
| 2011      | ф   | Охота на хищниц                                 | Cougar Hunting                          | Кэти                       |
| 2013      | ф   | Тёмный лес: Ганс, Грета и 420-я ведьма          | Hansel & Gretel Get Baked               | Агнес                      |
| 2014      | ф   |                                                 | Lucky Dog                               | мисс Донли                 |